# 保羅·芬德利
保羅·奧古斯特·芬德利（英語：Paul Augustus Findley，1921年6月23日—2019年8月9日）是美國政治人物，共和黨籍，曾擔任伊利諾州第二十國會選區的美國眾議院議員。

## 生平
出生於伊利諾州的傑克森維爾。就讀於伊利諾學院，1943年畢業。1943年至1946年間，他在美國海軍服役。在海軍服役期間，芬德利結識了在軍中擔任護士的露西兒（Lucille），兩人於1946年1月結婚。
在當選議員前，他是《Pike Press》的記者和所有者。

### 眾議院任期
1960年，芬德利當選伊利諾州第二十國會選區的聯邦眾議員。此後共連任了11個任期，最終在1982年競選連任時敗給了民主黨競爭對手迪克·德賓。
芬德利批評美國參與越南戰爭。1973年，他與其他人共同起草了《戰爭權力法》，
芬德利支持巴勒斯坦人，曾與巴勒斯坦解放組織主席亞西爾·阿拉法特會面。他批評了親以色列的游說團體美國以色列公共事務委員會（AIPAC）。

### 其他職務及晚年生涯
芬德利成立了露西兒·芬德利教育基金會（Lucille Findley Educational Foundation），以他妻子露西兒的名字命名。
1963年至1993年間，他擔任母校伊利諾學院校董會成員。1973年獲該校授予名譽博士學位。
1983年至1994年，擔任国际粮食及农业发展委员会的成員。
1989年，他與另名前眾議員皮特·麥克洛斯基共同創立了非營利組織「國家利益委員會」。
2019年8月9日，芬德利在伊利諾州傑克森維爾去世，享年98歲。當年（1982年）擊敗芬德利的迪克·德賓稱讚芬德利是「一位傑出的公僕和朋友」、「在解決中東地區陳年爭議方面表現出非凡的勇氣」。知名律師拉爾夫·納德亦撰文肯定芬德利一生的成就。

## 外部連結
- 保羅·芬德利－美國國會國家人物傳記大辭典
- C-SPAN內的頁面（英文）
- 在Find a Grave上的保羅·芬德利